# Art of Noise
Art of Noise (ou indifféremment The Art of Noise) est un groupe britannique de new wave, originaire de Londres, en Angleterre, actif entre 1983 et 2017.

## Histoire
Le groupe est formé  en 1983 à Londres, en Angleterre, par le journaliste Paul Morley et le producteur Trevor Horn ainsi que les musiciens de studio Anne Dudley, Gary Langan et J.J. Jeczalik. La plupart des compositions instrumentales sont des collages mélodiques fondés sur la technologie, nouvelle dans les années 1980, d'échantillonneur numérique (sampler). Trevor Horn est d'ailleurs l'un des tout premiers à acquérir un Fairlight CMI (Computer Musical Instrument), échantillonneur largement utilisé par le groupe ensuite.
Inspiré par des révolutions de fin de siècle dans la musique pop, Art of Noise a été remarqué pour son usage de l'électronique et des ordinateurs, en particulier pour une utilisation innovante de l'échantillonnage. Le nom du groupe fait référence à l'essai L'Art des bruits (The Art of Noises en anglais) du compositeur futuriste italien Luigi Russolo.
Une sorte de réunion a lieu lors d'une performance en direct du 30 novembre 2013 par le BBC Concert Orchestra (avec une diffusion en direct à la radio de la BBC) comprenant l'arrangement orchestral de Dudley de l'EP Into Battle du groupe et une nouvelle pièce intitulée Rhythm of a Decade par Dudley et racontée par Morley. Dans leurs notes de programme, ils expliquent que « Rhythm of a Decade » a été inspiré par une pièce inédite d'Art of Noise : « Parmi les nombreux albums d'Art of Noise qui n'ont pas été publiés - même s'ils ont été enregistrés -, l'un d'entre eux avait pour but de représenter différentes décennies à travers les rythmes apparus au cours de cette décennie particulière - en retraçant le développement des motifs rythmiques et les changements physiques dans les sons de batterie tout au long des années 1950, 1960, 1970, 1980 et 1990 ».
Le 25 mai 2017, les membres d'Art of Noise Langan, Dudley et Jeczalik se réunissent sous le nom de Reboot Art of Noise et se produisent au Liverpool Sound City en première partie de The Human League dans le cadre du festival Pioneers of British Electronic Music. En 2023, Jeczalik et Langan ont donné des concerts intermittents sous le nom de The Art of Noise/Revision/VJ Set, avec un line-up de quatre personnes comprenant également l'opérateur vidéo Ian Peel (un chroniqueur de longue date d'Art of Noise) et le musicien/producteur chilien Raimundo Ladrón de Guevara (et à la suite de « discussions de très bonne humeur et de contributions de Trevor Horn, Anne Dudley et Paul Morley »).

## Discographie

### Albums studio
- 1984 : Who's Afraid of the Art of Noise?
- 1986 : In Visible Silence
- 1987 : In No Sense? Nonsense!
- 1989 : Below the Waste
- 1999 : The Seduction of Claude Debussy

### EP
- 1983 : Into Battle with the Art of Noise

### Compilations
- 1985 : Daft
- 1987 : Re-Works of Art of Noise
- 1988 : The Best of Art of Noise
- 1990 : The Ambient Collection
- 1991 : The FON Mixes
- 1996 : The Drum and Bass Collection
- 1997 : State of the Art
- 1999 : Bashful / Belief System / An Extra Pulse of Beauty
- 2000 : Reduction
- 2004 : Reconstructed... For Your Listening Pleasure
- 2006 : And What Have You Done with My Body, God?
- 2010 : Influence: Hits, Singles, Moments, Treasures...
- 2015 : At the End of a Century

### Singles
- 1982 : Beat Box
- 1983 : Moments in Love
- 1984 : Close (to the Edit)
- 1985 : Legs
- 1986 : Paranoimia featuring Max Headroom
- 1986 : Peter Gunn featuring Duane Eddy.
- 1986 : Legacy
- 1987 : Dragnet
- 1988 : Kiss (avec Tom Jones) (reprise de Prince)
- 1989 : Yebo! (featuring Mahlathini et The Mahotella Queens)
- 1989 : Art of Love
- 1989 : Shades of Paranomia
- 1998 : Dreaming In Colour
- 1999 : Metaforce" featuring Rakim

### Vidéo
- 1986 : The Art of Noise in: Visible Silence VHS du concert filmé au Hammersmith Odeon (également disponible en CD-Vidéo).

Live avec : Anne Dudley-keyboards J.J Jeczalik-fairlight Dave Bronze-bass Simon Moreton percussion Paul robison drumsvocals : Katie Humble, Pepe Lemer, Linda Taylor1986, CD video, Polydor 080 382-1 polygram music video with china records LTD produced and directed by Mike Mansfield.

### DVD
- 2002 : Into Vision : A is for..., Something is Missing, Born on a Sunday, Moments in Love, Rapt: In the evening air, Metaforce, On Being Blue, Il pleure (At the turn of the century), Beat box, Peter Gunn, Information, Il pleure (reprise), La Flute de pan, Dreaming in colour + Bonus (Anne Dudley) : Sarabande, Les sons et parfums tournent dans l'air du soir.

### Musiques de films et téléfilms
- 1984 : Break Street 84 (film - Beat Box)
- 1987 : Dragnet (film - Dragnet)
- 1987 : Disorderlies (Film - Roller One)
- 1988 : J'ai épousé une extra-terrestre (film - Kiss)
- 1989 : Zwei Frauen (film - Beatbox)
- 1989 : Valentina (série télévisée) (8 épisodes : Peter Gunn, Paranoimia, Moments in Love dans 2 épisodes et Instruments of Darkness également dans 2 épisodes)
- 1992 : Class Act (film - Moments in Love)
- 1993 : Beavis et Butt-Head (série télévisée d'animation - 2 épisodes Close (To the Edit) et Kiss)
- 1994 : La Surprise (film - Shout (It Out))
- 1997 : Territoire interdit (film - Yebo)
- 1999 : Wicker Park (court métrage - Moments in Love)
- 2001 : Scratch (documentaire - Hoops and Mallets)
- 2001 : Le Journal de Bridget Jones (film - Peter Gunn)
- 2001 : Glitter (film - Moments In Love)
- 2002 : Top of the Pops 2 (émission musicale - Kiss)
- 2003 : Charlie's Angels : Les Anges se déchaînent ! (film - Firestarter)
- 2006 : Il était une fois dans le Queens (film - Moments in Love)
- 2006 : The Fear (El Miedo) (film - Peter Gunn)
- 2010 : Schnell ermittelt (série télévisée - Kiss)
- 2010 : EastEnders (série télévisée - Kiss)